# 靱猿
靱猿（うつぼざる）は狂言の演目のひとつ。大名をシテとする 「大名狂言」の中でもとくに有名なものである。靫猿。
「猿(靭猿の猿役)に始まり狐(釣狐の狐役)に終わる」とも言われ、狂言師をめざす子弟が（猿の役で）幼少時初めて舞台に立つ演目としても知られている。

## 登場人物
- シテ（主役）: 大名
- アド: 太郎冠者
- 小アド: 猿引
- 子方: 猿

## あらすじ
猿引の連れている見事な猿を見た大名は、自分の靱（うつぼ）に用いたいからその猿の皮をよこせと言う。
猿引が断ると、ならば猿もろともお前も殺してやるとすごむ。
泣く泣く猿を殺すために猿引が杖を振り上げると、猿は芸の合図かと思い、一生懸命に「舟の艪を漕ぐ」仕草をする。
不憫でならないと泣き崩れる猿引。それを見た大名は己が非を悟り、猿を殺さぬよう命じる。
猿引は大名への礼として、猿に踊りを演じさせる。それを見て喜んだ大名は、自分も一緒に踊りだす。